# Elías Taño
Elías Taño   (Tenerife, 1983) és un il·lustrador, cartellista i muralista establert a València. Ha il·lustrat cobertes per a llibres d'editorials com Bromera, Virus o Tigre de Paper, i articles en diverses revistes com Catarsi Magazín, Ekintza Zuzena, El Salto o Diagonal. La seva obra es caracteritza pel compromís polític amb els moviments socials. El seu fanzín Arròs Negre va ser premiat al Saló Internacional del Còmic de Barcelona de 2014.

## Obra publicada
- Reati di carta (Edizioni Il Galeone, 2019) | Delitos de papel (Osadía Ediciones, 2020)[4]
- Garafía.  Madrid: La Oveja Roja, 2021. ISBN 978-84-16227-44-0.[5]